# Affric-Beauly-Kraftwerke
Die Affric-Beauly-Kraftwerke, englisch Affric-Beauly hydro-electric power scheme, sind ein System von Wasserkraftwerken in den westlichen Highlands von Schottland, etwa 45 km südwestlich von Inverness. Die Kraftwerke werden von Scottish and Southern Energy (SSE) betrieben. Der größte Stausee des Systems ist der Loch Mullardoch.

## Geschichte
Die Osthänge der westlichen Highlands werden von Nebenflüssen des River Beauly entwässert. Bereits 1918 wurde die mögliche Nutzung der Wasserkraft in diesem Gebiet diskutiert, es dauert aber bis 1946 bis die Pläne zum Mullardoch–Fasnakyle–Affric-Projekt veröffentlicht wurden, dem südlichen Teil des Gesamtprojektes. Als erstes wurde die Nutzung des Wassers im Glen Affric und Glen Cannich angegangen, weil dadurch auch Überschwemmungen im Strathglass vermieden werden konnten. In jedem der beiden Täler wurde eine Talsperre gebaut, sodass die beiden Stauseen Loch Mullardoch und Loch Beinn a’ Mheadhoin entstanden. Die dazu gehörende Zentrale Fasnakyle westlich von Cannich nahm 1952 den Betrieb auf.
Nördlich des Mullardoch–Fasnakyle–Affric-Projektes entstanden die Strathfarrar- und Kilmorack-Kraftwerke, englisch Strathfarrar and Kilmorack hydro-electric power scheme. Der Kopfspeicher dieser Kraftwerksgruppe ist der 1962 fertiggestellte Loch Monar. Sein Wasser wird in der Kavernenzentrale Deanie verarbeitet, bevor es in den Stausee Loch Beannacharan fließt. Von dort wird das Wasser dem Kavernenkraftwerk Culligran zugeführt – eines der wenigen Kraftwerke, in dem eine Diagonalturbine großer Leistung installiert ist. Das Wasser wird an den River Farrar abgegeben, der nach dem Zufluss vom River Glass zum River Beauly wird. Dieser Fluss wird durch die beiden Kraftwerke Aigas und Kilmorack genutzt.

## Technik

### Mullardoch–Fasnakyle–Affric-Projekt
Das Wasser wird vom Loch Mullardoch durch einen 4,8 km langen Überleitungsstollen dem Loch Beinn a’ Mheadhoin zugeführt, wobei es bei Eintritt in den Stollen von einem Kleinwasserkraft mit einer Francis-Turbine genutzt wird. Vom Loch Beinn a’ Mheadhoin, dessen Wasserspiegel möglichst konstant gehalten wird, fließt das Wasser durch einen 3,8 km langen Zulaufstollen und einen 104 m langen Druckschacht in die Zentrale Fasnakyle. Dort sind drei Francis-Turbinen mit einer Leistung von je 23 MW aufgestellt. Das Unterwasser fließt in den River Glass und von dort in den River Beauly, der auch von dem nördlichen Teil der Gesamtanlage, den Strathfarrar- und Kilmorack-Kraftwerken genutzt wird.

### Strathfarrar- und Kilmorack-Kraftwerke
Der Loch Monar ist einer der wenigen Stauseen im Großbritannien mit einer Bogenstaumauer. Das Wasser aus dem See wird über einen neun Kilometer langen Zulaufstollen dem Kavernenkraftwerk Deanie zugeführt, das sich am Westende des Loch Beannacharan befindet. Ein weiterer Zulaufstollen leitet das Wasser des Loch Beannacharan der Kavernenkraftwerk Culligran zugeführt, die sich unterhalb der Wasserfälle des River Farrar befinden und das Wasser in diesen Fluss abgibt.
Der River Farrar und der River Glass vereinigen sich zum River Beauly, der bei Aigas und bei Kilmorack durch eine Schlucht fließt, wobei beide Schluchten aufgestaut sind und die Wasserkraft mit einem in die Staumauer integrierten Flusskraftwerk genutzt wird.

### Aufstellung der Zentralen
| Zentrale   | Lage                            | Tal               | Inbetrieb-nahme | el. Leistung in MW | Pelton-Turbinen   | Maximale Rohfallhöhe in m | Jahresproduktion in Millionen kWh |
| ---------- | ------------------------------- | ----------------- | --------------- | ------------------ | ----------------- | ------------------------- | --------------------------------- |
| Mullardoch | 57° 20′ 3,7″ N, 4° 57′ 18,5″ W  | Glen Cannich      | 1955            | 2.4                | 1 Francis-Turbine | 27                        | 8                                 |
| Fasnakyle  | 57° 19′ 33,6″ N, 4° 47′ 39,1″ W | Glen Affric       | 1951            | 76,5               | 3 Francis-Turbine | 159                       | 254                               |
| Deanie     | 57° 24′ 26,8″ N, 4° 50′ 39,5″ W | Glen Strathfarrar | 1963            | 38                 | 2 Francis-Turbine | 113                       | 92                                |
| Culligran  | 57° 25′ 31,6″ N, 4° 42′ 9,4″ W  | Glen Strathfarrar | 1962            | 19                 | 1 Dériaz-Turbine  | 60                        | 59                                |
| Aigas      | 57° 27′ 26,8″ N, 4° 32′ 42″ W   | River Beauly      | 1962            | 20                 | 2 Kaplan-Turbinen | 18                        | 60                                |
| Kilmorack  | 57° 27′ 47,6″ N, 4° 30′ 43,6″ W | River Beauly      | 1962            | 20                 | 2 Kaplan-Turbinen | 17                        | 58                                |